# لئونارد تالمی
لئونارد تالمی (به انگلیسی: Leonard Talmy) استاد بازنشستهٔ زبان‌شناسی و فلسفه‌ی دانشگاه بوفالو در نیویورک است. او به خاطر کار پیشروانه‌اش در زبان‌شناسی شناختی شهرت دارد، به خصوص در بارهٔ ارتباط معنی‌شناسی و ساختارهای زبان‌شناختی صوری و ارتباط بین رده‌شناسی‌های معنایی و همگانی‌ها. او همچنین متخصص مطالعهٔ زبان ییدیش و زبان‌های بومی آمریکا است.

## کتاب‌ها
- به سوی معناشناسی شناختی (۲۰۰۰)
- نظام توجه زبان